# Malborghetto di Boara
Malborghetto di Boara è una frazione di Ferrara di 4 500 abitanti circa, facente parte della Circoscrizione 4.
Il toponimo “malborghetto”, che appartiene a diverse località italiane, potrebbe riferirsi a qualsiasi borgo minore con posizione relativamente svantaggiata, fuori dalla strada principale o più scomodo da raggiungere, oppure che in epoca medievale era considerato povero e isolato.
Il paese attuale è formato da due aree di insediamento principale, a qualche centinaio di metri di distanza fra loro. La prima, che corrisponde al borgo storico, si trova a nord della strada che corre in senso ovest-est da Ferrara verso Boara e Copparo e si raggiunge da strade secondarie che si distaccano dalla provinciale. L'altra parte, più a ovest, è un quartiere moderno denominato Villaggio primavera che sorge presso una strada che da Ferrara porta in direzione di Francolino. Il trasporto pubblico della linea di autobus numero 7 collega la frazione alla città, mentre il trasporto extraurbano la unisce a Francolino. Il servizio è gestito da Tper.
La località, benché piccola, è sparsa su un'area di alcuni chilometri quadrati. È collegata a sud con il quartiere Borgo Punta e con la frazione di Pontegradella, formando una cintura di insediamenti.
A Malborghetto di Boara ogni anno, solitamente a giugno, si tiene il Rock a Ferrara (ROCKaFE), un festival di musica rock cui da trent'anni partecipano gruppi provenienti da tutta Italia.